# Mangokernöl
Mangokernöl, Mangokernfett oder Mangobutter ist ein Pflanzenfett das aus den Samen der Mango (Mangifera indica) gewonnen wird.

## Gewinnung und Eigenschaften
Das Mangokernöl wird durch Pressen oder meistens über eine Extraktion mit Hexan aus den nur wenig Fett (ca. 9–16 %) enthaltenden Samen der Mangofrüchte gewonnen und anschließend meistens raffiniert.
Das bei Raumtemperatur halbfeste, schmalzige Mangokernöl ist weißlich bis gelblich bzw. creme- oder elfenbeinfarben. Geruch und Geschmack werden als sehr mild beschrieben. 
Mangokernöl ist ein Triglycerid (Triester des Glycerins), dessen Fettsäureanteil zu etwa 50 % aus gesättigten und ungesättigten Fettsäuren besteht. Wobei der Gehalt der einzelnen Fettsäureresten im Triglycerid je nach Kultivar stark schwankt.
Außer diesem Fettspektrum sind im Öl auch viele flüchtige Substanzen, vor allem Sterole wie u. a. β-Sitosterol (73,9 % der Sterole), Stigmasterol (16,5 %) und Campesterol (10,5 %), zu finden. 
Die Haltbarkeitsdauer des Öls beträgt etwa ein Jahr.

## Nutzung

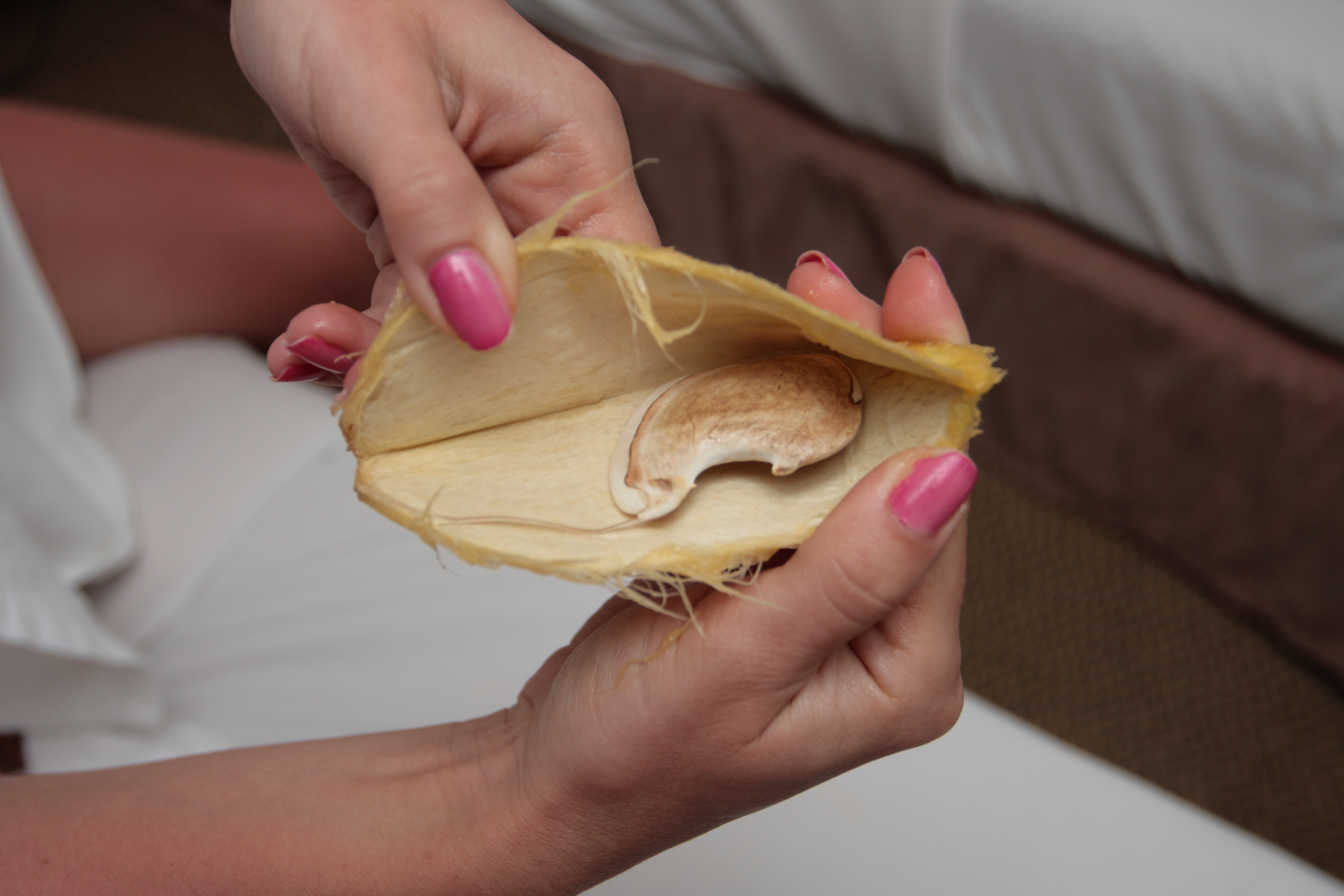
Samen in einem geöffneten Mangokern

### In der Ernährung
Für die Ernährung wird Mangokernöl aufgrund des milden Geschmacks und den mit der Kakaobutter vergleichbaren Eigenschaften vor allem in der Schokoladenproduktion eingesetzt. Dabei darf der Gesamtgehalt an Mangokernöl und anderen eingesetzten pflanzlichen Fetten (Illipebutter (Borneotalg), Kokumbutter, Palmöl, Salbutter und Sheabutter) nach der Kakaoverordnung in Deutschland und anderen Ländern nicht mehr als 5 % betragen, gleichzeitig müssen Mindestgehalte an Kakaobutter und Gesamtkakao eingehalten werden. Vor allem in Indien wird Mangokernbutter zudem zur Herstellung von Margarine und Backfett verwendet.

### In der Kosmetik
Mangokernbutter hat aufgrund ihrer Ölzusammensetzung eine zurückfettende, feuchtigkeitsspendende und damit regenerierende und heilende Wirkung für die Haut. Sie wird entsprechend häufig für die Herstellung verschiedener Hautcremes und -lotionen verwendet, darunter auch für Babycremes und Lippenbalsam. Ein weiteres Einsatzgebiet ist die Herstellung von Shampoos und anderen Haarpflegeprodukten, vor allem für Spezialshampoos zur Behandlung von sehr trockenem Haar. Weitere Einsatzgebiete sind Seifen und Sonnenschutzcremes.

### In der Pharmazie und Medizin
Mangokernbutter kann aufgrund des Schmelzpunktes und anderer Eigenschaften vergleichbar mit der Kakaobutter als Ersatz für diese in Salben und Cremes verwendet werden. Eine antibakterielle Wirkung gegenüber Staphylococcus epidermidis konnte nachgewiesen werden, zugleich wird allerdings eine Anregung des Pilzwachstums von Saccharomyces cerevisiae beobachtet.

## Toxikologie
Eine toxikologische Wirkung von Mangokernöl konnte bislang nicht nachgewiesen werden.